# Agallia oceanides
Agallia oceanides är en insektsart som beskrevs av Rauno E. Linnavuori 1960. Agallia oceanides ingår i släktet Agallia och familjen dvärgstritar. Inga underarter finns listade i Catalogue of Life.